# Épire du Nord
Pour les articles homonymes, voir Épire (homonymie).
- Territoire administratif (périphérie) grec moderne de l'Épire
- Limites approximatives de l'Épire antique
- Limites approximatives des régions d'Albanie à plus grandes concentrations d'hellénophones au début XXe siècle

- Limites de l'Épire du Nord, grecque de 1918 à 1923 puis cédée à l'Albanie

Carte de l'Épire, aujourd'hui divisée entre la Grèce et l'Albanie.
Légende:
Territoire administratif (périphérie) grec moderne de l'Épire
Limites approximatives de l'Épire antique
Limites approximatives des régions d'Albanie à plus grandes concentrations d'hellénophones au début XX^{e} siècle

L'Épire du Nord (grec : Βόρειος Ήπειρος, albanais : Epiri i Veriut) est la partie albanaise de la région historique de l'Épire, où habite une minorité grecque. Située au sud de l'Albanie, elle fut longtemps disputée entre les deux pays. Elle a fait l'objet d'un irrédentisme de la part de la Grèce, dans le cadre de la Grande Idée.

## Histoire
La définition de l'Épire remonte à l'Antiquité et la région a toujours été limitrophe du monde hellénique dont se réclament les Grecs et du monde illyrien dont se réclament les Albanais.

### Les guerres balkaniques
Depuis le XIVe siècle, la région a appartenu à l'Empire ottoman jusqu'aux guerres balkaniques. Pendant ce temps, une majorité d'Albanais se convertit à l'islam pour échapper à la pédomazoma, enlèvement des garçons pour en faire des janissaires, et à la double-capitation sur les non-musulmans. Ces convertis furent dès lors appelés Tsámides (parfois transcrit « Tchams ») pour les différencier des Albanais restés chrétiens, les Arvanites. Ces derniers, persécutés, émigrèrent au fil des siècles vers la Béotie, l'Attique et le Péloponnèse, où ils s'hellénisèrent. Ainsi, en 1913, l'Épire du Nord était peuplée d'environ 40 % de Tsámides (« Tchams »), 10 % d'Arvanites et 50 % de Grecs.[réf. nécessaire]
Après la conquête de Ioannina le 5 mars (20 février julien) 1913, l'armée grecque d'Épire se divisa et continua vers le nord. La IIIe Division marcha vers l'Épire du nord et s'empara de Leskovitsa (qui fut rétrocédé à l'Albanie nouveau-née au traité de Florence le 23 février julien) puis du défilé et de la ville de Kleisoura le 3 mars. La Ve division prit Kónitsa le lendemain et le détachement de l'Achéron s'empara de Neochori et Philiates le 25 février (julien) puis de Saranda le 4 mars (julien). La VIIIe division prit Argyrokastron et Delvinion le 3 mars (julien), puis, soutenue par le régiment de cavalerie, entra le 5 mars (julien) dans Tepeleni où elle s'empara de l'artillerie de campagne (cinq batteries) abandonnée par les Ottomans dans leur fuite.
L'armée d'Épire s'arrêta le 2 avril (21 mars julien), n'allant pas plus loin qu'Argyrokastron. L'Italie et l'Autriche-Hongrie avaient fait connaître leur opposition à la prise d'Avlona par la Grèce qui aurait alors pris pied dans le détroit d'Otrante.

### Le traité de Florence
Le traité de Florence, signé le 17 décembre 1913, attribua l'Épire du Nord à l'Albanie. Il constitue un codicille au traité de Londres de la même année. Un comité international pour fixer les frontières entre la Grèce et l'Albanie avait été nommé lors de la conférence à Londres. Ce comité réuni à Florence mit au point le texte qui donna l'Épire du Nord à l'Albanie. La Grèce protesta vivement, mais finit par céder et accepta de retirer ses troupes.

### La guerre civile
L'évacuation grecque commença en février 1914. Au même moment, un gouvernement provisoire autonomiste grec, dirigé par Georgios Christakis-Zographos fut créé. Le mois suivant, l'Albanie tenta de reprendre le contrôle de la région. Sept cents hommes tentèrent de s'emparer de Vouno, près de Himarë le 1er mars 1914 (julien). L'armée du gouvernement provisoire autonomiste les repoussa. Les combats durèrent jusqu'au 17 mai 1914 (julien) et la signature du protocole de Corfou qui reconnaissait l'autonomie de la région. Les troupes du gouvernement autonomiste continuèrent cependant le combat. Le 23 juin (julien) elles prirent Korçë, puis Voskopojë le lendemain. Le 23 septembre, 170 hommes de l'armée du gouvernement autonomiste entrèrent, contre les ordres de leur gouvernement dans Berat. Une contre-attaque de 2 000 soldats albanais reprit la ville. Les pertes des troupes autonomistes furent lourdes. Ses chefs le lieutenant Antonios Leontokianakis et l'irrégulier Georgios Stephanakos furent fusillés.

### Première Guerre mondiale
Le 14 octobre (julien) 1914, l'armée grecque réoccupa la région, après accord de l'Entente. Cette dernière promit la région à la Grèce si elle entrait en guerre à ses côtés. En réponse, l'Italie occupa Valona le 18 octobre (julien).
Le 26 avril 1915, un accord secret entre l'Entente et l'Italie prévoyait de donner Valona à l'Italie et l'Épire du nord à la Grèce. Élus le 6 décembre (julien) 1915, des députés d'Épire du nord furent accueillis triomphalement lors de l'ouverture de la session du Parlement hellénique le 11 janvier (julien) 1916. Cependant, l'armée grecque entama son retrait de la région la même année. Elle fut remplacée par l'armée italienne qui abolit les institutions du gouvernement autonomiste en octobre 1916.

### Les négociations à Versailles
Le 29 juillet 1919, un accord secret fut signé entre le Premier ministre grec Elefthérios Venizélos et le ministre des Affaires étrangères italien Tommaso Tittoni. Il réglait les problèmes entre les deux pays à propos du Dodécanèse (la Grèce y renonçait), de l'Asie mineure (l'Italie s'en désintéressait) et de l'Épire du Nord (l'Italie acceptait qu'elle soit rendue à la Grèce). Le 14 janvier 1920, la session de la conférence, présidée par Georges Clemenceau, entérina l'accord Tittoni-Venizélos, en précisant que son application était suspendue au règlement du conflit entre l'Italie et la Yougoslavie. Le 17 mai 1920, le Sénat des États-Unis reconnut les droits de la Grèce sur la région.
Le 28 mai 1920, l'accord provisoire de Kapethitsa réglait l'administration de la région, en attendant l'application de l'accord Tittoni-Venizélos. L'armée grecque acceptait aussi de ne plus avancer dans la région.
Le 22 juillet 1920, le nouveau ministre italien des Affaires étrangères, Carlo Sforza, fit volte-face et dénonça l'accord Tittoni-Venizélos. Il signa le traité de Rapallo (1920) qui aurait dû mettre en œuvre l'accord Tittoni-Venizélos, mais, à la Conférence de la paix de Versailles, l'Italie se montra hostile à la Grèce, de sorte que la Conférence de la paix renvoya le problème vers la Conférence des Ambassadeurs… qui accorda la région à l'Albanie le 9 novembre 1920.

## Situation actuelle
La taille de toutes les minorités nationales en Albanie est contestée, bien qu'un recensement satisfaisant des minorités ethniques soit l'un des engagements de l'Albanie vis-à-vis de l'Union européenne. Selon l'évaluation du gouvernement grec à la conférence de paix de Paris de 1919, le nombre des membres de la minorité grecque était 120 000 et le dernier recensement qui a compté les minorités nationales (en 1989) a trouvé seulement 58 785 Grecs, alors que la population totale de l'Albanie avait triplé pendant ce temps. Selon l'Organisation des nations et des peuples non représentés il y aurait encore approximativement 70 000 Grecs en Albanie, bien que beaucoup d'entre eux aient fui la dictature d'Enver Hoxha puis les difficultés de la transition, pour émigrer vers la Grèce (où on les appelle Boréo-Épirotes : « Épirotes du Nord »).